# Laubwand
La Laubwand est une montagne culminant à 2 312 ou 2 313 mètres d'altitude dans le massif des Alpes de Berchtesgaden, en Allemagne.

## Géographie

### Situation
La montagne se situe à l'est du chaînon du Steinernes Meer.  De l'ouest, l'aspect du Laubwand se caractérise par son plateau sommital herbeux ; à l'est, des parois rocheuses abruptes descendent en direction du Blühnbachtal.
Le sommet se trouve à la frontière entre l'Allemagne et l'Autriche.

## Ascension
- Pas de chemin balisé depuis le Wasseralm par le Neuhütter
- Depuis la Mauerscharte par le Schrofen (niveau 1)
- De Blühnbachtörl au nord-est (niveau 1)